# اوت
اوت (به فرانسوی: Août) یا آگوست (به انگلیسی: August، /ɔ:ɡʌst/) هشتمین ماه در تقویم میلادی و همچنین یکی از هفت ماه گاهشماری میلادی با ۳۱ روز است. نام آگوست از آگوستوس نخستین امپراتور روم می‌آید. آگوست به معنی کبیر و لقب او بوده است. اوت تلفظ فرانسوی واژهٔ لاتین اوتوس (به معنی فرخنده) است و از فرانسوی به فارسی راه‌یافته است.
این ماه در ابتدا به دلیل آنکه ششمین ماه از ماه‌های تقویم ابتدایی رومی در زمان فرمانروایی رومولوس در سال ۷۵۳ (پیش از میلاد) بود، در زبان لاتین با نام سکستیلیس نامگذاری شد. در آن هنگام، سال با ماه مارس آغاز می‌شد. در حدود سال ۷۰۰ (پیش از میلاد) پس از افزوده شدن ماه‌های ژانویه و فوریه به ابتدای ماه‌های سال توسط شاه نوما پمپیلیوس و همچنین ۲۹ روزه شدن آن، به هشتمین ماه سال تبدیل شد. ژولیوس سزار با افزودن ۲ روز به این ماه در زمانی که تقویم ژولین را در سال ۴۵ (پیش از میلاد) تدوین می‌کرد، شمار روزهای این ماه را به ۳۱ یعنی همان شمار روزهایی که امروزه هم برای این ماه در نظر گرفته‌شده رساند.

## رویدادهای اوت
- جشن اَمُردادگان (۹ اوت)
- روز جهانی چپ‌دست‌ها (۱۳ اوت)
- زمین‌لرزه ۱۹۹۹ ازمیت
- نبرد مَلازگرد، میان امپراتوری سلجوقی و امپراتوری روم شرقی (۲۶ اوت)[۲]
- فوت پرنس دایانا، شاهدخت ولز (۳۱ اوت)